# Rio Bătrâna (Vișeu)
O Rio Bătrâna é um rio da Romênia afluente do Dragoş, localizado no distrito de Maramureş.